# Giulio Maceratini
Giulio Maceratini, né le 13 février 1938 à Rome, et mort dans la même ville le 25 juillet 2020, est un avocat et homme politique italien.

## Biographie
Il est un élève de Julius Evola.